# Reiniger, Gebbert & Schall

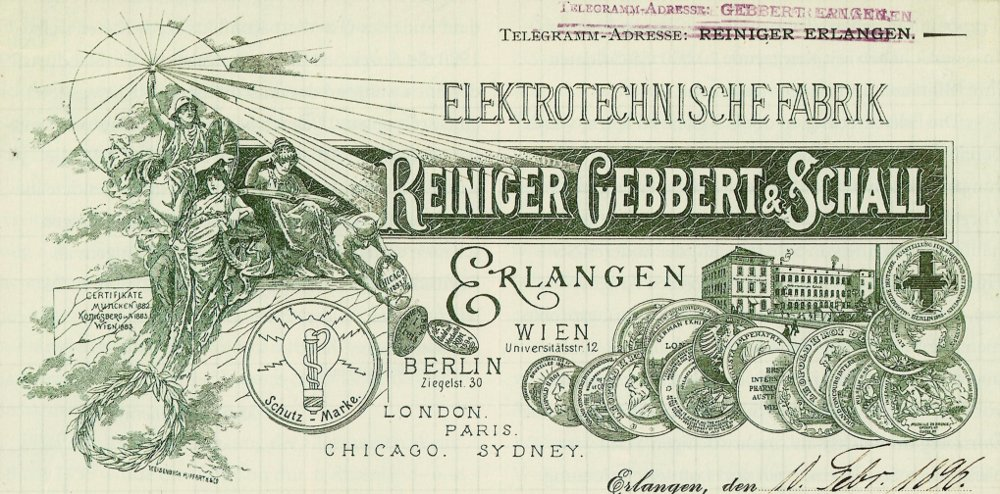
Membrete de Reiniger, Gebbert & Schall (1896)

La empresa "Talleres Físico-Mecánicos Unidos Reiniger, Gebbert & Schall - Erlangen, Nueva York, Stuttgart" (RGS) era un fabricante alemán de dispositivos mecánicos, físicos, ópticos y electromédicos de precisión. Se fundó en 1886, y estuvo activa hasta 1932, cuando se integró en Siemens-Reiniger-Werke.

## Historia
La compañía fue creada en 1886 como una fusión del taller de Erwin Moritz Reiniger, situado en Erlangen; los negocios de Max Gebbert y de Karl Friedrich Schall, localizados en Stuttgart. Los talleres de Stuttgart y de Nueva York se abandonaron al poco tiempo.
En la empresa conjunta, Reiniger era responsable de los asuntos comerciales, Gebbert de la producción y Schall del diseño y las ventas. Entre sus productos figuraron galvanómetros; lámparas frontales, orales y de laringe; baterías; aparatos médicos de inducción; y lámparas de microscopio. En 1890 se agregaron lámparas de arco; motores; y sistemas de iluminación eléctrica, entre otros.
Sin embargo, la empresa pronto demostró ser demasiado pequeña para mantener a tres familias propietarias. Por ello, Karl Schall abandonó la compañía en 1887 para montar una empresa en Londres con capital propio, que asumió con gran éxito la agencia general de RGS para Gran Bretaña y sus colonias.
En 1893, los ahora alrededor de 100 empleados de la compañía se trasladaron al edificio de una nueva fábrica. La gama de productos también se amplió a lámparas incandescentes, taladros dentales y aparatos de inducción, así como dispositivos y electrodos para galvanizado, faradización y endoscopias.
Reiniger dejó la empresa en 1895 y recibió una indemnización por despido de 100.000 marcos, y adquirió la Fábrica Bávara de Bombillas de Luz de Múnich, convirtiéndose entonces Max Gebbert en propietario único. Poco después, Wilhelm Röntgen hizo su revolucionario descubrimiento de un "nuevo tipo de rayos". Gebbert reaccionó rápidamente y se aseguró ya en 1896 de que la producción de RGS se concentrara principalmente en tubos y dispositivos de rayos X.
En 1896/97 la empresa presentó un diseño para la central eléctrica que sería autorizada en Neustadt an der Aisch en 1898.
En 1906, la compañía se convirtió en una sociedad por acciones con un capital social de 1.250.000 marcos. Max Gebbert murió un año después.

## De RGS a Siemens-Reiniger-Werke
49°35′47″N 11°01′07″E / 49.59643, 11.01861

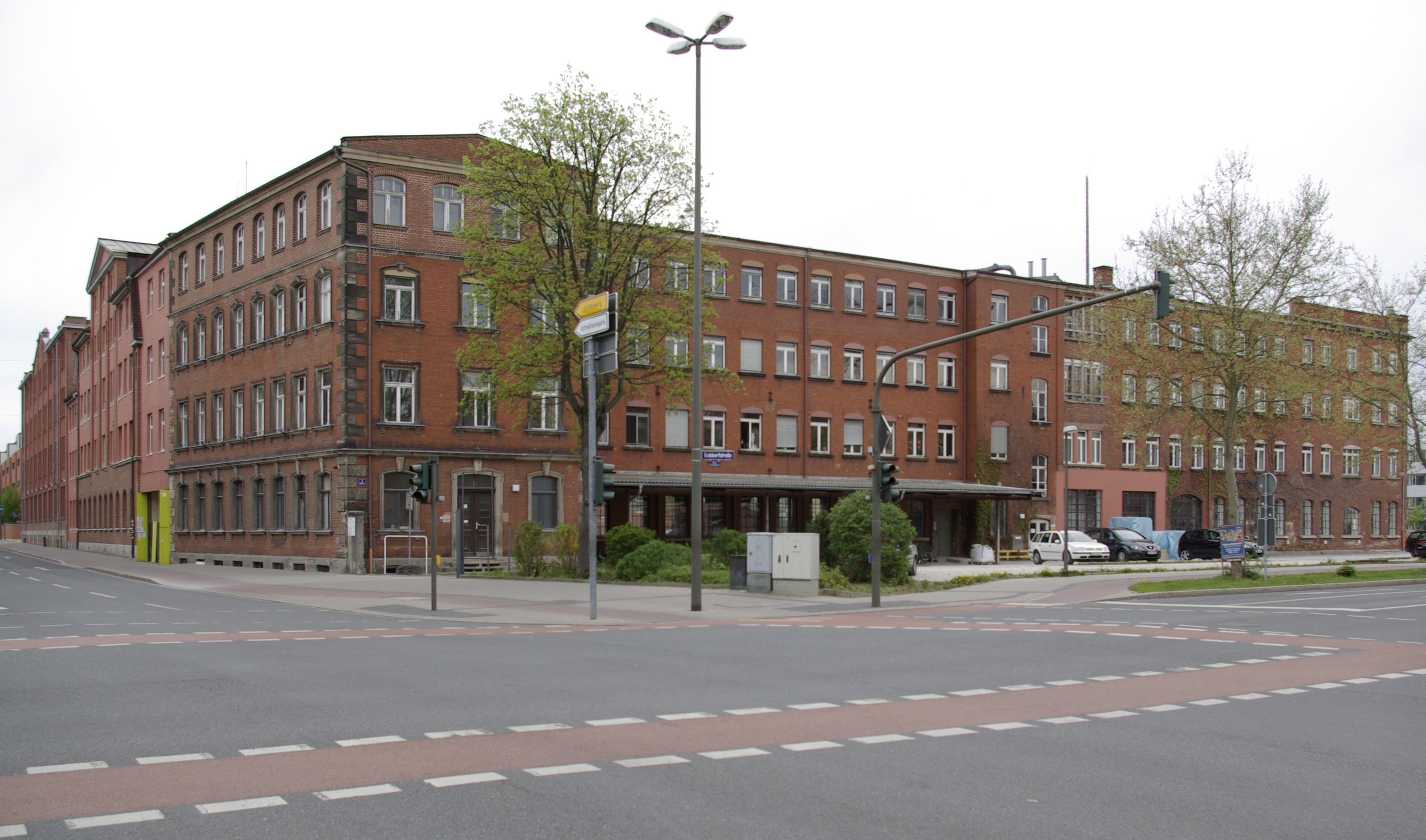
El edificio erigido en 1893 por Reiniger, Gebbert & Schall AG en Erlangen. Más adelante, su compañía sucesora, Siemens-Reiniger-Werke, y finalmente la división de tecnología médica de Siemens continuaron fabricando aquí. En el año 2000, la empresa Siemens donó el edificio a la ciudad de Erlangen

Después de la Primera Guerra Mundial, la compañía se vio envuelta en problemas debido a negocios dudosos de uno de los miembros de la junta, Karl Wilhelm Zitzmann. Después del cambio monetario contra la hiperinflación que supuso la introducción del Rentenmark en noviembre de 1923, la situación de la empresa era aún peor de lo que había sido antes: su deuda era de 6 millones de marcos oro, con un interés del 24%, cuando su capital social era de tan solo 3 millones de marcos oro. La alternativa a la quiebra era unir fuerzas con otra empresa de una orientación similar. Aquí se cuestionó el acercamiento a AEG o a Siemens & Halske de Berlín, pero AEG no se mostró interesada, por lo que las negociaciones con Siemens & Halske comenzaron en 1924. A principios de 1925 se llegó a un acuerdo para vender las acciones de RGS a un precio del 200 % a Siemens & Halske, y mantener la producción de tecnología médica en Erlangen.
En 1932 se unieron RGS de Erlangen, las Fábricas de tubos de rayos X Phönix AG con sede en Rudolstadt (Turingia) y la empresa de ventas Siemens-Reiniger-Veifa Gesellschaft für Medizintechnik mbH de Berlín (Veifa: "Vereinigte Elektrotechnische Institute Frankfurt -Aschaffenburg ") combinados para formar "Siemens-Reiniger-Werke AG". La producción electromédica de Siemens & Halske se trasladó progresivamente de Berlín a Erlangen.